# Scheloribates teldanicus
Scheloribates teldanicus är en kvalsterart som beskrevs av Vasiliu och Ivan 1995. Scheloribates teldanicus ingår i släktet Scheloribates och familjen Scheloribatidae. Inga underarter finns listade i Catalogue of Life.